# Adianthidae
Gli adiantidi (Adianthidae) sono un gruppo di mammiferi estinti, appartenenti ai litopterni. Vissero tra l'Eocene medio e il Miocene medio (circa 45 - 17 milioni di anni fa) e i loro resti fossili sono stati ritrovati in Sudamerica.

## Descrizione
Questi animali erano di piccola taglia se rapportati alla maggior parte dei litopterni, e per questo motivo sono conosciuti anche come litopterni nani. La maggior parte delle specie non superava le dimensioni di un gatto. Benché di piccole dimensioni, gli adiantidi mostravano caratteristiche dentarie già specializzate anche nelle forme oligoceniche: i molari erano dotati di creste, e i molari superiori erano forniti di metaconi e paraconi a forma di mezzaluna, con un parastilo colonnare e un mesostilo ridottissimo o assente. Il quarto premolare inferiore era dotato di un talonide crestato, e i molari inferiori erano a forma di doppia mezzaluna o quasi. Il quarto premolare superiore era a forma di molare, mentre i denti dal terzo premolare al terzo molare superiore erano dotati di tre fossette primarie e (nelle forme più derivate) di alcune fossette accessorie dietro il cingulum prostilare di fronte al cingulum del postipocono. 

## Classificazione
La famiglia Adianthidae venne istituita da Florentino Ameghino nel 1891, per accogliere il genere Adianthus. In seguito sono state attribuite a questa famiglia varie forme, come Proheptaconus, Proadiantus, Adiantoides, Indalecia, Thadanius e Tricoelodus. Tutti questi animali sono noti per resti incompleti, solitamente per la dentatura, e solo poche di queste forme (ad esempio Adiantoides) sono conosciute grazie a resti più completi. Gli adiantidi sembrano essersi sviluppati nel corso dell'Eocene da un litopterno basale, forse simile a Protolipterna o Proectocion, e nel giro di pochi milioni di anni hanno modificato considerevolmente la loro dentatura, portandola a specializzazioni insolite per litopterni così antichi: per fare un paragone, un'altra famiglia di litopterni, i macraucheniidi, sviluppò caratteristiche dentarie paragonabili solo nel corso del Pliocene. 
Gli adiantidi si suddividono in due sottofamiglie: gli indaleciini (Indaleciinae), tipici dell'Eocene e più arcaici, e gli adiantini (Adianthinae), successivi e più specializzati. Gli indaleciini erano caratterizzati da alcune caratteristiche dentarie plesiomorfiche: gli incisivi, i canini e il primo premolare erano di piccole dimensioni e semplici, mentre i premolari e i molari erano a corona bassa (brachidonti). Gli adiantini, invece, erano dotati di incisivi e canini inferiori con una superficie tagliente posteriore secondaria, che andava a formare una serie morfologica continua con premolari e molari; sia i molari che i premolari mostravano una tendenza all'ipsodontia (corona alta).
Di seguito è mostrato un cladogramma della famiglia, tratto da http://www.helsinki.fi/~mhaaramo/metazoa/deuterostoma/chordata/synapsida/eutheria/meridiungulata/litopterna/adianthidae.html|Mikko's Phylogeny Archive: 
```
o †
Adianthidae

  |?- †
Proectocion

  |--o †
Indaleciinae

  |  |-- †
Indalecia

  |  `-- †
Adiantoides

  `--o †
Adianthinae

     |--o †
Proadiantini

     |  |-- †
Thadanius

     |  `--+-- †
Proadiantus

     |     `-- †
Tricoelodus

     `--o †
Adianthini

        |-- †
Proheptaconus

        `-- †
Adianthus
```

## Paleoecologia
Non si conosce praticamente nulla dello scheletro postcranico degli adiantidi, ed è quindi molto difficie ipotizzare la paleoecologia e la paleobiologia di questi animali. Probabilmente erano erbivori piuttosto specializzati, in grado di triturare materiale fibroso (nelle forme più derivate).